# エマニュエル・ゴールドスタイン
エマニュエル・ゴールドスタイン（Emmanuel Goldstein ユダヤの人名 ヘブライ語: עמנואל גולדשטיין）は、ジョージ・オーウェルの小説『1984年』に登場する人物。作中の全体主義国家オセアニアの独裁政党を打倒するためにどこかに潜伏して陰謀をめぐらしているとされており、党と国家からは社会の最大の敵と目され、大々的なキャンペーンと憎悪の対象になっている。
作中で重要な役割を果たすにもかかわらず、国民の崇拝を集める党の指導者・「ビッグ・ブラザー」（「偉大な兄弟」）同様、ゴールドスタインは作中には一度もその姿を実際に現すことがない。「ビッグ・ブラザー」もその敵であるゴールドスタインも、政府の「真理省」のプロパガンダのために捏造された存在である可能性はぬぐえない。

## 人物
ゴールドスタインは、1950年代の核戦争後にイギリスやアメリカ合衆国を打倒してオセアニア国を成立させた革命運動の中心人物のひとりであり、「ビッグ・ブラザー」と同じく初期の「党」の指導的人物でもあったとされる。しかし早い段階で彼は党を裏切って反革命運動を組織した。彼は死刑宣告を受けたものの逃げおおせ、初期の指導者が「ビッグ・ブラザー」を除いてほぼ粛清され一掃されたにもかかわらず今日まで生きているとされる。彼は「兄弟同盟」（ブラザーフッド、The Brotherhood）という地下組織を率いて、敵国と密通し、党と国家の打倒のためにあらゆる陰謀を巡らしていると噂されている。彼の書いた異端的書物（「例の本」）が至る所に出回っているとも噂されている。ゴールドスタインの手下としてスパイ活動を行っていたという人物は思考警察（思想警察）により毎日のように逮捕されているが、その数は減る気配がなく、ゴールドスタインの組織はいまだに壊滅していない。
毎日テレスクリーンを通じて国民に対して行われる「二分間憎悪」の番組では、敵の超大国と通じて国家転覆をたくらむ売国奴として、ゴールドスタインの姿は毎回登場する。彼の姿は痩せたユダヤ人のような、羊のような風貌で、白髪がぼやけた後光のように大きく頭を取り巻き、小さな山羊ひげを蓄えた姿で描写され、彼が出てくるたびに国民は憎悪をむき出しにせずにはいられない。番組や集会で毎回憎悪の的となる、ゴールドスタインのような反体制的人物の存在は、党に向かうかもしれない国民の怒りを一手に引き受け、彼の陰謀を退ける「ビッグ・ブラザー」への人々の支持や献身を確かなものにするという、党にとって非常に重要な心理的役割（ヘイト・プロパガンダ）を果たしている。

### 兄弟同盟
党の支配から逃れる手段を求める主人公ウィンストンは、志を同じくしているのではないかと感じられた党内局員のオブライエンと接触しているうちに「兄弟同盟」の実在を明かされ、兄弟同盟の一員として迎え入れられ、正式なメンバーとなるために読むことが必要な「例の本」、すなわちゴールドスタイン著の『少数独裁制集産主義の理論と実際』を渡される。この際に説明された兄弟同盟の実態とは次のようなものである。同盟の規模は不明であるが全貌を知ることは誰にもできないし、メンバー各人に与えられる任務が組織全体の目的とどう関係するのかも決して明かされない。メンバー同士は他の3、4人としか接触できず、それゆえ、たとえ最後に逮捕されても自白は数人の名前だけにとどまり、その当人たちも逮捕までには姿形を変えたり逮捕されたりして消えているかもしれない。組織のメンバーには、その一員であることを示す合図などはないため自分以外の誰がメンバーか知る手段がなく、完全なメンバー表のようなものは誰も持たず渡したりもしないため、思考警察が組織を一掃することも不可能とされる。組織形態はサラエボ事件を起こした秘密結社「黒手組」と全く同じである。
同盟への加入にあたり、オブライエンはウィンストンとその恋人のジューリアに問答を投げかける。たとえば命を投げ出す、あるいは人を殺したり、破壊工作によって罪のない人々を死に至らしめたり、祖国を売る覚悟の有無、同盟の利益になるなら子供の顔に硫酸をかけることまでできるかどうか。これらにウィンストンらはイエスと答え、同盟の目的のため無条件かつ完全な服従を誓う。

### その実在
ウィンストンは後に逮捕され、仲間だと思っていたオブライエンから尋問と拷問を受けるが、ゴールドスタインや組織が本当に実在したのかどうかを問うウィンストンの質問にオブライエンは答えない。
また彼は党の目的とする真の権力は人間を支配する力であること、党が作る未来の世界では憎悪に文明の基礎が置かれ、絶えず人が人を踏みつけ苦痛を与え勝利を収めることが繰り返され、しかもそれが絶えず増大してゆくこと、しかしそのためにはいかなるときでも敵の存在が不可欠なことを説く。
オブライエンはゴールドスタインの本を書くのに自分も協力したと言い、社会の在り方の説明としては本当だが、党を打倒するためという政治綱領は全くのナンセンスであると述べる。しかしこの言葉も真実であるかどうかは明らかにはされない。

## 現実のモデル

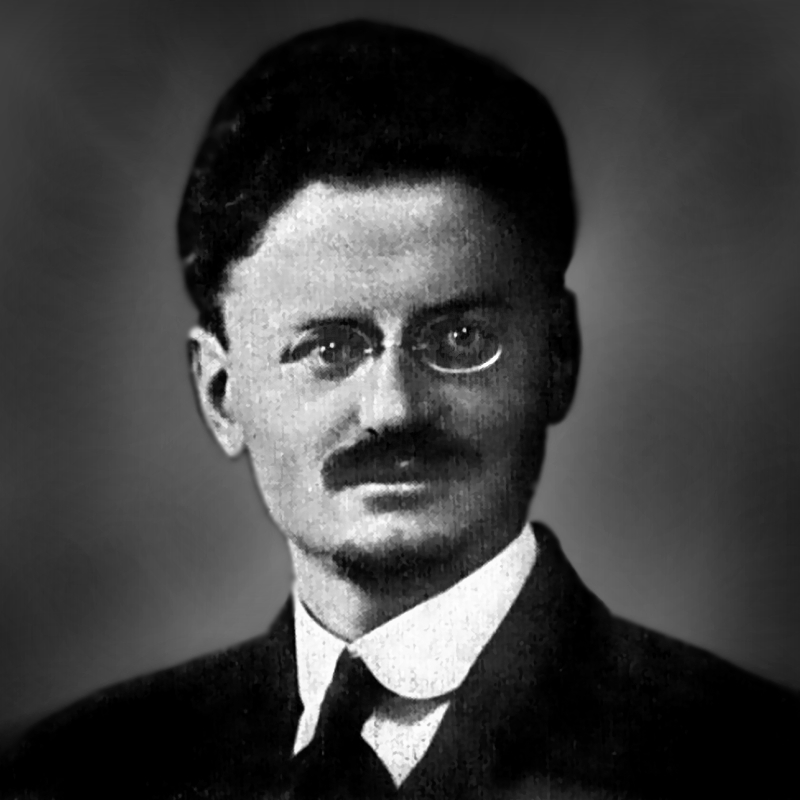
レフ・トロツキー（レオン・トロツキー）、1918年撮影

クリストファー・ヒッチンスは、ゴールドスタインという人物はロシア十月革命の指導者の一人レフ・トロツキーがモデルで、「ゴールドスタインの本」はトロツキーの著書『裏切られた革命』がモデルだと主張する。スペイン内戦でトロツキズムの流れを汲むマルクス主義統一労働者党（頭字語POUM）に属したオーウェルはトロツキズムについて次のように述べる。
「ゴールドスタイン」とはユダヤ人の姓で、トロツキーの本名ブロンシュテインもユダヤ由来だったことを連想させる。聖書のインマヌエルが転じた名の「エマニュエル」の意味は「神は共にいる」である。姓と名を合わせると救世主的な人格の暗喩となり、トロツキストたちの多くがトロツキーをスターリンの独裁からの救済者とみなしたことを連想させる。
兄弟同盟が絶対の服従をメンバーに求める入会儀式には、同盟も「党」と同じく全体主義的かつ専制的であることを示唆し、同盟が社会を転覆して権力を握った後も大きな変化が起こりそうにないことを暗示する。ここにはトロツキズムが共産主義全般（および「スターリニズム」「一国社会主義」）と基本的に大差ないとみたオーウェルの見方が反映している。